# Rock and Roll Is Dead
Rock and Roll Is Dead is een nummer van de Amerikaanse rockzanger Lenny Kravitz uit 1995. Het is de eerste single van zijn vierde studioalbum Circus.
Volgens Kravitz wordt de tekst van het nummer vaak verkeerd begrepen. Mensen denken namelijk dat Kravitz zingt dat rock 'n' roll echt dood is, maar "ze hebben niet door dat ik eigenlijk een hele grote clown ben", aldus Kravitz. Precies in hetzelfde jaar als dat "Rock and Roll Is Dead" werd uitgebracht, bracht Prince het nummer Gold uit met als B-kant "Rock 'N' Roll Is Alive".
"Rock and Roll Is Dead" werd een klein hitje in sommige landen. In de Amerikaanse Billboard Hot 100 had het met een 75e positie niet veel succes. In Nederland haalde het de 4e positie in de Tipparade.